# 問わず語りの神田伯山
『問わず語りの神田伯山』（とわずがたりのかんだはくざん）は、TBSラジオで毎週金曜日の21:30 - 22:00（JST）に放送されているラジオ番組。2017年4月に放送を開始した。放送開始時のタイトルは『神田松之丞 問わず語りの松之丞』（かんだまつのじょう とわずがたりのまつのじょう）。

## 概要
六代目・神田伯山（旧芸名・神田松之丞）の一人語りによる30分番組。「日本一チケットの取れない講談師」による日常の愚痴や他人への悪口など、コンプライアンスに捉われないトークが人気を集めている。
番組開始のきっかけは戸波英剛プロデューサーが、『土曜朝イチエンタ。堀尾正明+PLUS!』で生島淳が松之丞の講談について熱弁しているのを聴いたことである。伊集院光の深夜ラジオに憧れていた松之丞は渡辺雅史のような笑い屋が欲しいと考えており、渋谷らくごのスタッフとして知り合い、常磐津節の常磐津佐知太夫としても活動している重藤暁の出演を提案した。
2017年3月の1時間特番の後、4月に『神田松之丞 問わず語りの松之丞』として3か月限定で放送開始。6月に予定通り終了した後、7月の特番を経て、ナイターオフ期の箱番組として10月に復活。2018年4月以降は30分番組として継続している。
2019年10月より地方局での遅れネットが開始した。
TBSラジオの2020年2月14日放送分より、松之丞の真打昇進及び「神田伯山」襲名に伴い、『問わず語りの神田伯山』に番組タイトルを変更した。
「何回聴いても楽しい放送」をモットーとしており、納得が行くまで同じ内容を何度も録り直すスタイルを貫いている。収録は基本的にTBSラジオの放送前日である木曜日の午前中に行われ、30分の内容を3時間かけて収録することもあるという。
2022年4月4日、伯山が新型コロナウイルスに感染した為、番組出演が不可能となり、4月8日の放送はラジオ番組を通じて親交を深めたロックバンド Gacharic Spinのマイクパフォーマー、アンジェリーナ1/3が代理パーソナリティを務めた。
毎回冒頭には次のような決まりの文句が放送されている。
| 「子供のころ、私にとってラジオは、大人の本音が聞ける場所でした。 今ならネットで本音はあふれていますが、 人に届く本音、言葉を選んだ本音を聞けるのは、 私にとってラジオだけだったと思っております。 そうそう、（その回の簡単な要約を挟み） ラジオの友は真の友、『問わず語りの神田伯山』始まりでございまーす」 |

## TBSラジオでの放送時間の変遷
- 2017年4月2日 - 6月25日：日曜 0:30 - 0:59（土曜深夜）
- 2017年7月16日：日曜 19:00 - 20:00（特別番組）
- 2017年10月3日 - 2018年3月30日：火曜 - 金曜 19:30 - 19:40頃（『THE FROGMAN SHOW A.I.共存ラジオ好奇心家族』内）
- 2018年4月8日 - 2019年3月31日：日曜 23:00 - 23:30
- 2019年4月5日 - ：金曜 21:30 - 22:00
  - 2022年12月30日は『輝く！日本レコード大賞』を18:00 - 22:00に放送した為、22:00 - 22:30に放送。

本編の放送終了後の金曜日22時ごろから、インターネットラジオでの配信（Apple Podcast、Amazon Music、Spotify、ラジオクラウド、radikoのポッドキャストサービス）でも配信されている（楽曲関係はカット）。

## ネット局
2025年7月現在
なおTBSラジオ・北日本放送・新潟放送（2024年4月5日以降）は『武田砂鉄のプレ金ナイト』の直前に当番組を編成している。
ラジオ局以外ではラジオクラウド、ポッドキャスト、Amazon Music、Spotifyでも過去の放送を含め配信が行われている。
| 放送対象地域  | 放送局                 | 放送時間           | 放送期間                                                | ネット状況 | 備考      |
| ------------- | ---------------------- | ------------------ | ------------------------------------------------------- | ---------- | --------- |
| 関東広域圏    | TBSラジオ              | 金曜 21:30 - 22:00 | 2017年4月2日 - （中断時期あり）                         | －         | 制作局    |
| 富山県        | 北日本放送             | 金曜 21:30 - 22:00 | 2023年4月7日 -                                          | 同時ネット |           |
| 新潟県        | 新潟放送               | 金曜 21:30 - 22:00 | 2020年4月5日 -                                          | 同時ネット | [ 注 1 ]  |
| 熊本県        | 熊本放送               | 金曜 22:00 - 22:30 | 2019年10月4日 -                                         | 遅れネット |           |
| 長野県        | 信越放送               | 土曜 19:00 - 19:30 | 2019年10月4日 -                                         | 遅れネット | [ 注 2 ]  |
| 岩手県        | IBC岩手放送            | 土曜 20:00 - 20:30 | 2020年4月4日 -                                          | 遅れネット | [ 注 3 ]  |
| 鹿児島県      | 南日本放送             | 土曜 20:00 - 20:30 | 2019年10月9日-                                          | 遅れネット | [ 注 4 ]  |
| 高知県        | 高知放送               | 土曜 20:30 - 21:00 | 2019年10月6日 -                                         | 遅れネット | [ 注 5 ]  |
| 福島県        | ラジオ福島             | 土曜 21:30 - 22:00 | 2019年10月4日 -                                         | 遅れネット | [ 注 6 ]  |
| 和歌山県      | 和歌山放送             | 土曜 23:00 - 23:30 | 2019年10月5日 -                                         | 遅れネット |           |
| 長崎県 佐賀県 | 長崎放送 NBCラジオ佐賀 | 日曜 14:30 - 15:00 | 2019年10月5日 - 2022年9月26日(25日深夜) 2024年4月14日 - | 遅れネット | [ 注 7 ]  |
| 宮城県        | 東北放送               | 日曜 20:00 - 20:30 | 2020年4月5日 -                                          | 遅れネット | [ 注 8 ]  |
| 北海道        | 北海道放送             | 日曜 22:00 - 22:30 | 2019年10月6日 -                                         | 遅れネット | [ 注 9 ]  |
| 秋田県        | 秋田放送               | 日曜 23:00 - 23:30 | 2020年1月5日 -                                          | 遅れネット | [ 注 10 ] |
| 徳島県        | 四国放送               | 日曜 23:30 - 24:00 | 2023年4月16日 -                                         | 遅れネット |           |
| 宮崎県        | 宮崎放送               | 日曜 23:30 - 24:00 | 2019年10月6日 -                                         | 遅れネット | [ 注 11 ] |
| 香川県        | 西日本放送             | 月曜 19:30 - 20:00 | 2024年4月1日 -                                          | 遅れネット |           |
| 静岡県        | 静岡放送               | 月曜 21:00 - 21:30 | 2019年10月4日 -                                         | 遅れネット | [ 注 12 ] |
| 山梨県        | 山梨放送               | 月曜 21:00 - 21:30 | 2019年10月9日-                                          | 遅れネット | [ 注 13 ] |
| 沖縄県        | 琉球放送               | 月曜 23:00 - 23:30 | 2019年10月3日 -                                         | 遅れネット | [ 注 14 ] |
| 山形県        | 山形放送               | 火曜 21:15 - 21:45 | 2020年7月4日 -                                          | 遅れネット | [ 注 15 ] |

### 過去
| 放送対象地域   | 放送局名    | 放送時間                         | 放送期間 |
| -------------- | ----------- | -------------------------------- | --- |
| 愛媛県         | 南海放送    | 金曜 21:30 - 22:00（同時ネット） | 2019年10月5日 - 2020年9月25日                                                                                           |
| 広島県         | 中国放送    | 土曜 23:00 - 23:30               | 2019年10月4日 - 2022年9月24日                                                                                           |
| 鳥取県・島根県 | 山陰放送    | 日曜 21:00 - 21:30               | 2020年4月4日 - 2023年9月24日                                                                                            |
| 石川県         | 北陸放送    | 土曜 20:00 - 20:30               | 2019年10月10日 - 2023年9月30日                                                                                          |
| 山口県         | 山口放送    | 月曜 19:30 - 20:00               | 2019年10月5日 - 2024年3月25日                                                                                           |
| 福井県         | 福井放送    | 金曜 17:45 - 18:15               | 2019年10月5日 - 2024年3月29日                                                                                           |
| 岡山県         | RSK山陽放送 | 金曜 21:30 - 22:00               | 2019年10月4日 - 2021年3月29日 2021年10月1日 - 2022年3月25日 2022年9月30日 - 2023年3月31日 2023年10月6日 - 2024年3月29日 |
| 中京広域圏     | CBCラジオ   | 日曜 19:00 - 19:30               | 2020年5月8日 - 2024年3月31日                                                                                            |
| 福岡県         | RKBラジオ   | 日曜 2:00 - 2:30(土曜深夜)       | 2019年10月12日 - 2024年12月29日(28日深夜)                                                                               |
| 青森県         | 青森放送    | 金曜 21:30 - 22:00（同時ネット） | 2024年10月4日 - 2025年3月28日                                                                                           |
| 大分県         | 大分放送    | 日曜 21:00 - 21:30               | 2019年10月6日 - 2022年3月21日 2024年4月14日 - 2025年6月29日                                                             |

## テーマ曲
- オープニング - ジョー山中「人間の証明のテーマ」
- エンディング - EGO-WRAPPIN'「色彩のブルース」

## スタッフ
- ディレクター - 戸波英剛
- 構成作家 - 佐藤研
- 笑い屋 - シゲフジギョウ（重藤暁）

## 関連番組
- 神田松之丞 ひとり語りの一時間[4]

2017年3月28日 21:00 - 21:59
『問わず語りの松之丞』開始前に放送された特別番組。
- 神田松之丞 問わず語りの松之丞 TBSラジオ春の新番組応援スペシャル[5]

2018年4月1日 19:00 - 20:00（ラジオワールド枠）
2018年春期の新番組の宣伝特番。
- 神田伯山のオールナイトニッポン

2023年9月14日（13日深夜） 1:00 - 3:00（ニッポン放送）
伯山及び講談師としても初のオールナイトニッポンだが、笑い屋のシゲフジ、戸波が同行しており、実質『問わず語り』の拡大版の様な内容だった。生放送後はスタッフとともにTBSラジオへ移動し、そのまま15日放送の『問わず語り』収録に当たっている。

## イベント
- 「問わず語りの松之丞」の会（2018年3月22日 - 23日、東京グローブ座）[8]

ゲスト：ジェーン・スー（23日）。23日は番組の生放送が行われ、4月からの番組継続が発表された。
- 「問わず語りの松之丞」の会（2018年8月15日、イイノホール）[9]

昼夜2回公演。ゲスト：毒蝮三太夫（昼の部）、林家正楽（夜の部）。
- 講談師、神田松之丞 まっちゃん祭2018（2018年11月4日、よみうりホール）

昼夜2回公演。ゲスト：赤江珠緒（昼の部）、神田松鯉、神田愛山、神田阿久鯉（夜の部）。当日の番組は生放送で行われた。
- 『神田松之丞 問わず語りの松之丞』 Presents 「銀幕の松之丞」2019（2019年3月11日、有楽町朝日ホール）[10]

昼夜2回公演。ゲスト：坂本頼光（昼夜共通）、立川談笑（昼の部）、ナイツ（夜の部）。夜の部は全国6ヶ所の映画館にライブビューイングされた。
- 問わず語りの松之丞の会 in サンリオピューロランド（2019年6月29日、サンリオピューロランド フェアリーランドシアター）[11]

昼夜2回公演。ゲスト：ハローキティ（昼夜共通）。
- 問わず語りの松之丞 presents まっちゃんまつり2019（2019年10月14日、よみうりホール）

昼夜2回公演。ゲスト：三遊亭遊雀（昼の部）、立川志らく（夜の部）。当初昼の部のゲストには小川彩佳が予定されたが、令和元年東日本台風（台風19号）に伴う『NEWS23』の取材のため急遽遊雀が代役に立てられた。

## 評価・反響
- 高田文夫、笑福亭鶴瓶、鈴木敏夫（スタジオジブリ）、太田光（爆笑問題）などが評価している[1]。
- 弘中綾香（テレビ朝日アナウンサー）[13]、齋藤飛鳥（乃木坂46）[14]、山崎怜奈[15]、松本潤（嵐）、岸井ゆきの、小川紗良、ホラン千秋、真島昌利（ザ・クロマニヨンズ）[16]、細野晴臣、アンジェリーナ1/3（Gacharic Spin）、はっとり（マカロニえんぴつ）、榛葉賀津也[17]らがリスナーであると発言している[18][19]。特にアンジェリーナは、2022年、伯山がコロナウィルスにかかり休養した際、そのピンチヒッターとして出演したのがきっかけで、『アンジェリーナ1/3 夢は口に出せば叶う!!』を放送するきっかけを作ることにもなった。
- 番組内で立川志らくの話題を度々していた時期があったが、志らく本人はこれに対して「私の悪口に関しては大歓迎だが、もっと強い奴の悪口を言ってみな。談春兄の悪口を言えたら褒めてやるぞ」と反応している[20]。なお、志らくへの弄りはラジオだけでなく伯山出演のテレビ番組でも度々行われることがあり[21]、2021年6月27日放送の『太田伯山ウイカの『はなつまみ』この人はなぜモメる！？立川志らくと言い合いスペシャル』では志らくをゲストに迎えて伯山との舌戦が繰り広げられた[22]。その後はTOKYO MXで『談志・陳平の言いたい放だい』の後を継ぐ番組として『志らく・伯山の言いたい放だい』が2022年の年末や元旦早々に放送される事となったが、2024年以降、伯山は志らくのXアカウントをミュートしていることを明かした[23]。
- 志らく以外では立川談春の事も「小言が長い」「面倒くさい」などと弄る事はあるが、かつての志らく弄りと比較すると頻度は少ない。他に爆笑問題（主に太田）、米山隆一、臼井ミトン、やきそばかおる、春日太一を弄る事もあるが、特にやきそばと春日とは強い嫌悪感を持たれてしまうなどのトラブルを引き起こすこともあった。また、伊集院光とは共演NGになってからも弄り続けている。
- 番組内で伯山が本気で激怒したケースもある。
  - 2019年に松之丞時代の連続物の公演でたった1日だけ見て記事を書いた矢野誠一に対して笑いを交えながらも徹底的に抗議を続け、その後は記事元の朝日新聞に抗議の電話をし、矢野の連絡先を聞き数十分に渡り抗議し和解に至った。矢野は後に伯山の真打昇進及び6代目神田伯山襲名披露パーティーの席で「今もう彼の事をみてるとね、若い頃の談志君を思い出してしょうがないんですよ。（中略）若さっていうのは権威に立ち向かうことが唯一の権利だと思ってるから、そういうものを失った若者が多い中で彼は久し振りに見る若者らしい若者」であると評している[24]。
  - 2020年12月には『東京かわら版』2020年12月号における渡辺保の書いた「最近の落語はつまらない。文楽のような風情がなく、話が生きていないためにつまらなく思えるからだ。」という巻頭エッセイの内容を巡って、渡辺のエッセイはコロナ禍の中で悪戦苦闘している全ての寄席や芸人に対する侮辱的な内容であるとし、「基本逆張野郎。」「団菊爺。」「右手でオナニーをしながら左手で書いたような記事」と暴言を吐きながら番組が終わるまで渡辺を批判し続けていた。この放送の話を知人から聞かされた神田愛山は自身のブログ内で伯山の姿勢に共感し、渡辺のエッセイに対し「偏狭きわまりないもの」「今まで多くの芸人たちが一部評論家のペンの暴力に泣かされ、人生を台無しにされてきました」と批判している[25]。
- 伯山は、シゲフジの笑い声はリスナーに概ね不評である事を番組内で度々笑いのネタにしているが、多くは新規リスナーからのメールと葉書による苦情で、伯山はこれらの苦情を基本的に無視。笑い屋としてのシゲフジを信頼した上で起用し続けている。なお、シゲフジは1回目の収録後に松之丞（当時）から自分の印象についてどう思うのか質問された際に、「松之丞さんは地下芸人の匂いがする」と言って松之丞を激怒させたため解雇されてしまうが、2回目の収録にサンキュータツオから紹介を受けた笑い屋が全く笑わなかったため、松之丞がシゲフジに元に戻るように説得して現在に至っている。
  - シゲフジの体調不良やスケジュールの都合で笑い屋の代役を東海林靖（2020年9月11日放送分、週末ノオト ディレクター）、瀧川鯉丸（2022年8月5日放送分）、林家つる子（2024年3月22日放送分）、佐藤研（2024年11月・12月随時等、当番組の放送作家）らがそれぞれ務めたことがあるが、このうち鯉丸は伯山から「笑い声がシゲフジに似ている」という理由で急遽依頼され、カラオケ屋で笑い声の稽古をしてから臨んでみたが、戸波から「笑い声を稽古している時点でダメだよね」と酷評されてしまったことをヨネスケのYouTubeチャンネルで明かしている[26]。